# ワンマン運転

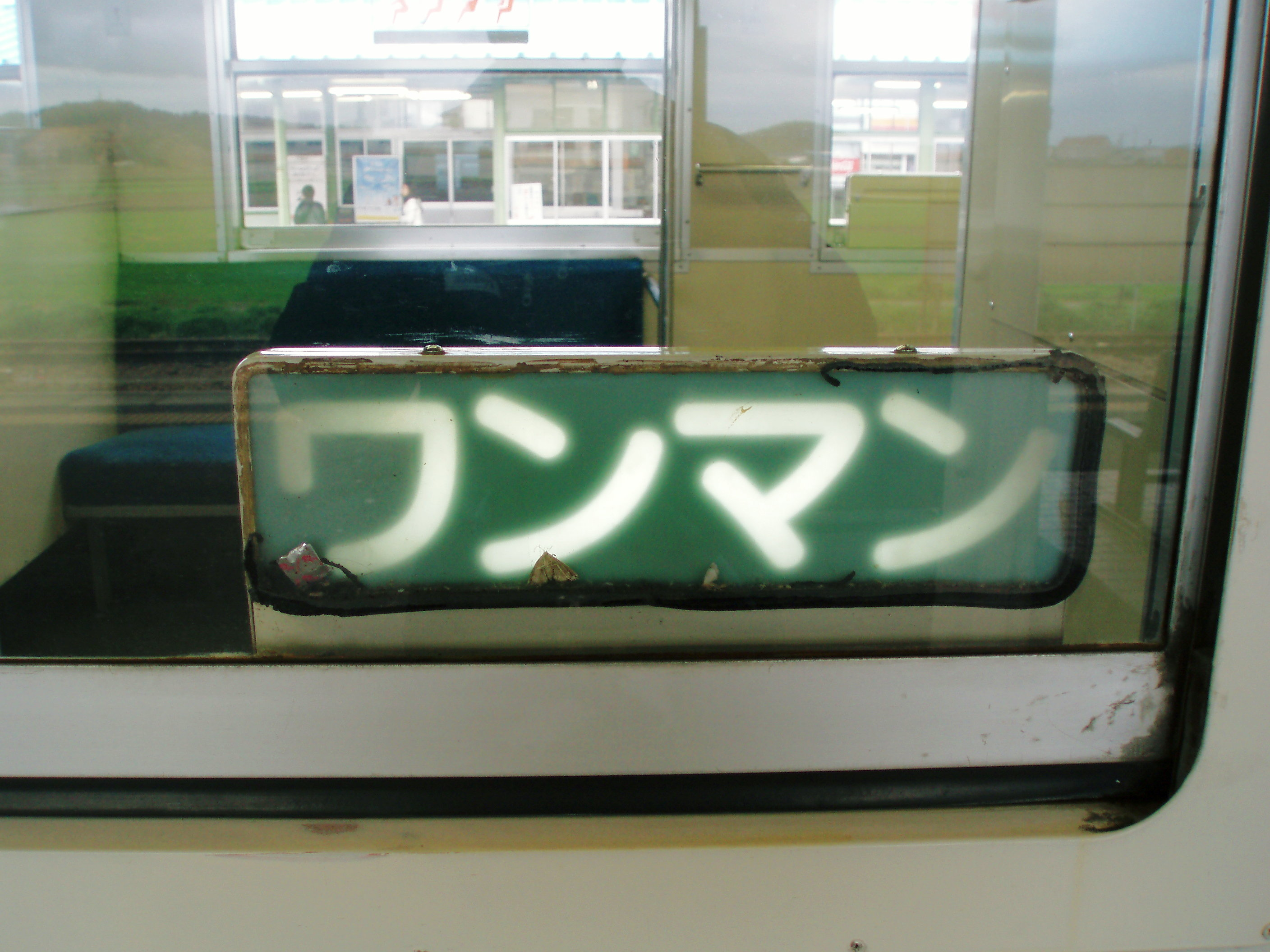
一般的なワンマン表示器
蛍光灯内蔵の表示器を用いる

LED行先表示器におけるワンマン表示
路線によって表示色も異なる

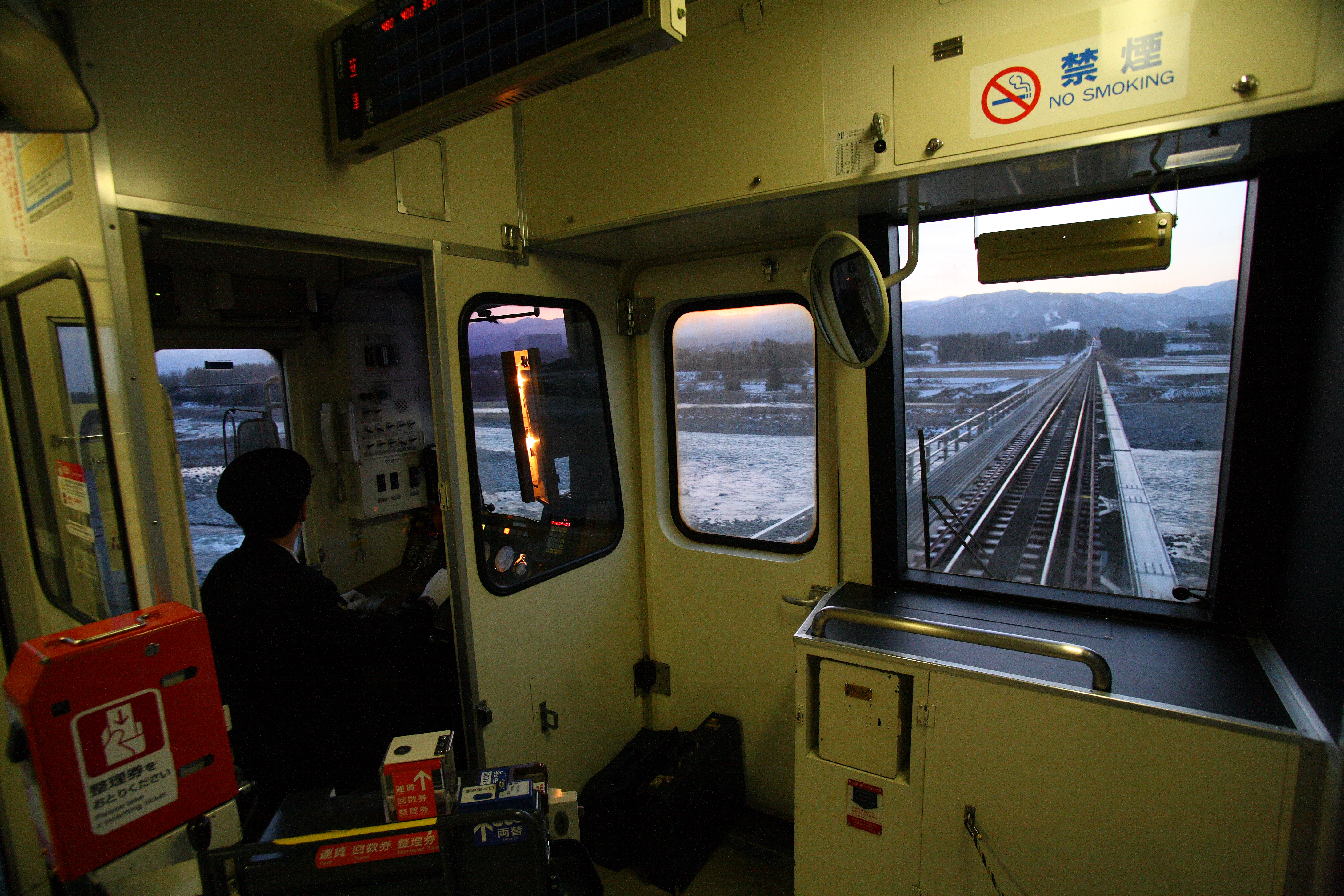
JR西日本高山本線にて

ワンマン運転（ワンマンうんてん）とは、車掌が乗務せず、運転士一人によるバスや旅客列車の運行方法である。車掌の業務である運賃収受や発車時の安全確認などは運転士が兼務する。ワンマン運行（ワンマンうんこう）ともいう。
ワンマン運行の路面電車をワンマンカー、バスをワンマンバスもしくはワンマンカー、列車をワンマン列車（ワンマンれっしゃ、ワンマン電車〈ワンマンでんしゃ〉ということもある）もしくはワンマンカーと呼び、すべて合わせるとワンマン車両（ワンマンしゃりょう）と呼ぶ。
日本の貨物列車でもすでに機関助士と車掌は廃止されており、特大貨物などの特殊な列車を除いて車掌車の連結も行われなくなっているため、複数機関車による非総括制御運転を除き運転士のみのワンマンオペレーション（一人乗務）である。

## 概説
ワンマン運転は鉄道や路面電車、バスを中心に実施されている。都市部の地下鉄では、運転士は運転業務のみを行い、運賃収受は行わない都市型ワンマン運転も多い。
「ワンマン」は One-man operation (OMO) という語句でアメリカ合衆国でも用いられている。また、英語でconductorless（車掌抜き）とも表記されるため、京阪電気鉄道などではワンマン表示の下に、conductorlessの英字を併記している。
運賃収受システムとしては、運賃箱に運賃を投入する方式（日本、韓国、ハワイ州のバスなど）、運賃支払い時に乗車券を発行する方式（オーストラリアクイーンズランド州ゴールドコーストのサーフサイドバス、台湾の距離比例運賃制のバス、シンガポールやイギリスのバスなど）、信用乗車方式（ヨーロッパの路面電車や鉄道など）がある。また、乗車カードの普及も進んでおり、日本のSuicaシステムに先がけて実用化された香港の八達通（オクトパス）をはじめ、ICカード乗車券の普及も進んでいる。電子マネーが普及している地域ではつり銭の用意がない場合が多く、乗客にとっても利便性が高い。なお、世界的にはこれらの乗車券を「スマートカード」と呼称するのが一般的である。

## 日本におけるワンマン運転

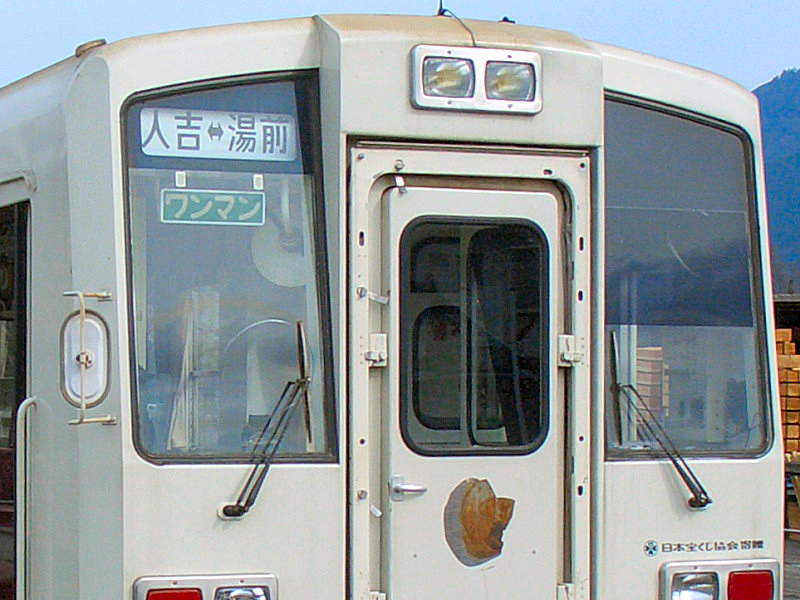
一般的な表示形態（緑地に白文字）

日本では、主に路面電車、路線バス、列車あたりの輸送量が小さい鉄道路線において、人件費削減のために実施されており、特に、路面電車や路線バスではほとんどがワンマン運転となっている。このため、従来からの複数人による分業よりも運転手にかかる負担が大きい。
夜行高速路線バスなどで運転手が2名乗務し、1名が運転を担当している間にもう1名が仮眠をとり、数時間ごとに運転を交代しながら運行するケースがみられるが、業務に当たっているのは1名のみであるため、認可上はこれもワンマン運行という扱いである。
ワンマン列車であっても、乗降客の多い時間帯や区間を運行する場合、車両数が多く運転士のみでは客扱いしきれない場合、ワンマン化されて間もない場合などには、車掌ではなく添乗員が乗務することがある。添乗員は乗客への案内や乗車券販売、車内改札といった補助業務のみを行い、扉開閉など列車の運転業務は運転士が行う。例えば、京阪石山坂本線では朝ラッシュ時、後方車両に列車防護要員が乗務する。列車防護要員には運転士の資格を持つ者とそうでない者とが存在する。
鉄道の場合、原則的に列車防護要員の乗務が必要であったため、赤字ローカル線や中小私鉄路線、地下鉄などの踏切の無い路線以外でワンマン運転が導入されることは無かった。しかし、列車制御や鉄道保安の技術発達に伴って鉄道営業法とそれに基づく国土交通省令も改訂されており、大都市部の通勤路線でもワンマン運転が増えており、10両編成の列車を3分程度の間隔で運転する例も見られる。
首都圏に多数の通勤路線を擁するJR東日本でも後述する2025年（令和7年）以降、常磐緩行線や南武線（本線）を皮切りに山手線や京浜東北線を始めとする東京圏主要路線への導入を計画しており、ATOの高性能化に加え無線式列車制御システム（ATACS）の導入により、将来的な「ドライバレス運転」も視野に入れている  。

### 歴史
日本の大量交通輸送機関において、運転士が単独乗務する事例は1950年代以降に本格化し、広く普及し始めたのは1960年代以降である。

#### 戦前
ごく古い車掌省略の例では、1923年（大正12年）に関東大震災で寸断された路面電車網の補完のため、東京市電気局がフォードT型トラックシャーシに簡易車体を架装して運行した市内バス（通称「円太郎バス」）がある。あくまで災害に伴う緊急措置であり、路面電車網が復旧し、またより本格的な路線バスの運行が行われるようになると車掌乗務が復活している。
鉄道では、馬車鉄道や小型客車を人力で推進する人車軌道（明治 - 大正期に各地で若干の例が存在）等を除けば、762 mm軌間の軽便鉄道だった岡山県の井笠鉄道が確認できる最初と見られる。同社は1927年（昭和2年）7月に「軌道自動車」と呼ばれる当時の量産自動車のパワートレインを流用した、定員20人の超小型ガソリンカーを導入したが、車両定員が極端に少ないこともあり、同年10月に監督官庁へ車掌省略の特別許可を申請、認められている（運賃収受は駅で実施）。いつごろまで車掌省略運転が行われたかは不明である。
車掌省略は、井笠鉄道に続いて超小型ガソリンカーを導入した下津井鉄道（のちの下津井電鉄）、播丹鉄道（国家買収により加古川線ほかとなる）でも一時行われていたという。

#### 戦後
日本の大量輸送型交通機関における本格的なワンマン運転は、1951年6月から大阪市交通局が一部路線のバス（当時の今里 - あべの橋）で夜間に限り行った例が最初とされる。これには、1947年（昭和22年）に制定された労働基準法の女子の保護規定（深夜勤務の制限）により、女性車掌の深夜乗務が不可能となったことが大きく影響している。
1960年代以降、地方では自家用自動車の普及（モータリゼーション）や人口減少（特に若年人口の減少による通学者の減少）が進行し、公共交通機関は乗客の減少による経営難に直面するようになった。また、都市部においても路線建設費の高騰（減価償却費の増大）や求人難への対処が求められるようになり、合理化策として車掌乗務の廃止が進められていった。
路線バスでは、1961年4月15日から東急バスがワンマンカーの運転を開始以降、大都市からワンマン化が広がり始め、やがて地方のバスも山間部や狭隘路線のように保安要員として車掌を要する特殊な路線以外はワンマン化されていった。
路面電車では名古屋市電が合理化策として、郊外閑散路線の下之一色線・築地線で1954年2月から実施したのが最初である。ワンマン電車の普及が進むと同時に、路面電車自体が廃止により激減したこともあり、現存するほとんどの路面電車がワンマン運転である。なお、広島電鉄・熊本市交通局では連接車を中心に車掌を乗務させている。
一般の鉄道における現代的なワンマン運行は関東鉄道竜ヶ崎線で1971年8月1日より実施され、日立電鉄線（2005年廃止）が同年10月1日に続いた。その後は大手民鉄のローカル線、国鉄（→JR）へと拡大していった。国鉄では分割民営化のわずか5日前である1987年3月27日、関西本線の四日市 - 河原田間において伊勢鉄道の列車に限って運行を開始したのが初の事例であり、純粋なJR車両による区間としては1988年3月13日の南武線浜川崎支線、大湊線、美祢線大嶺支線（1997年廃止）、山陰本線仙崎支線、香椎線、三角線が最初の例である。

#### 都市圏の鉄道のワンマン化とワンマン運転支援機器の発達
都市圏の鉄道でも人件費削減を目的に、中小私鉄の都市部路線、そして大手民鉄の本線に対する支線や末端区間を中心に都市型ワンマンと呼ばれる運行形態が増えている。地方鉄道のワンマン運転と最も異なるのは、車内で整理券の発行や運賃の受け渡しを行わず、運賃収受は従来どおり駅で行う（したがって車内に運賃箱や運賃表示装置、整理券発券機はない）点である。都市型ワンマンは1975年に静岡鉄道静岡清水線で始まり、大手民鉄では1980年9月1日の西鉄宮地岳線（2007年に一部区間廃止。現：西鉄貝塚線）で最初に始まった。関東では西武多摩川線、東武伊勢崎線館林駅 - 伊勢崎駅間・東武東上線小川町駅 - 寄居駅間など、関西では京阪交野線・宇治線・京津線・石山坂本線、神戸電鉄全線など各地に広がっている。国土交通省通達による、デッドマン装置・ワンマン表示灯・後方確認用ミラーなどの装置を取り付ければワンマン運転は可能であるが、実際には運転士の業務負担を減らすため、自動放送装置や、運転席に座ったまま操作できるドアスイッチなどが装備される場合も多い。
地下鉄を含む利用者の多い路線においても、人件費削減や労働人口減少への対応を目的にワンマン化が進んでいる。本格的なものとしては1984年1月20日の福岡市地下鉄空港線が最初の例であり、営団地下鉄（現：東京メトロ）南北線、都営地下鉄大江戸線、首都圏新都市鉄道つくばエクスプレスなどに拡大した。また少子高齢化時代を見据えて、ツーマン運転を前提に開業した路線に各種支援機器を設置してワンマン運転に移行した路線もあり、東京メトロ丸ノ内線・都営地下鉄三田線・横浜市営地下鉄ブルーライン・東京モノレール羽田空港線などが該当する。東日本旅客鉄道（JR東日本）の東京圏の主要路線でも2025年春から、常磐緩行線と南武線（本線の川崎 - 立川間）でワンマン運転が開始され、将来的（2030年度まで）には横浜線・根岸線（2026年予定）、山手線、京浜東北線、中央・総武緩行線、埼京線・川越線（大宮 - 川越間）などへの導入が計画されている。
各路線とも、自動列車運転装置（ATO）による自動運転やホームドアの整備、運転席からホームを監視できるモニタなど各種支援機器の整備によって、運転士の負担の軽減と安全性の一層の向上を図っている。近年では安全を担保しつつ設備コストを抑えるため、フルスクリーンタイプのホームドアから可動式ホーム柵へ、ATOは停車時のみ自動制御を行なう定位置停止装置（TASC）とするなどの工夫も見られる。なお、東急池上線、東急多摩川線、名鉄三河線、近鉄けいはんな線などではホームドアの代わりにホーム柵を設置し、その間に光センサーを利用したホームセンサーを取りつけることで、人が立ち入った場合には列車に自動的にブレーキをかけたり、列車の発車ができないようにすることで安全性を図っている。
旅客乗降の確認は、駅のホームに後方確認用ミラーを設置し、運転士がそれを見て行っていたが、車両の方にカメラを取り付けて行う例も現れている。JR東日本では、常磐線（土浦 - 水戸〈日中時間帯のみ〉・水戸 - 原ノ町間）・青梅線（青梅 - 奥多摩間）・八高線・川越線（八王子 - 高麗川 - 川越間）などにおいて、各車両の車外に2個ずつカメラを設置し、運転士は車内モニターで旅客乗降を確認している。TIMSのタッチパネル「長め」を選択すると発車メロディーを車外スピーカーから鳴らすことができ、「短め」を選択すると「ドアが閉まります、駆け込み乗車はおやめください」の放送のみが流れる。
2023年現在、大手私鉄においてワンマン運転を行う路線が一切存在しないのは小田急電鉄、京浜急行電鉄、相模鉄道の3社のみである。

#### 優等列車のワンマン運転
なお、ワンマン運転を行うことと列車種別には相関はなく、特に地方線区においては優等列車であっても需要などに応じてワンマン運転は行われる。別途料金を必要とする種別であったり、別途料金が必要な車両を連結していたりしてもワンマン運転を行う場合があり、JR西日本、JR九州の一部の特急列車、東急東横線などでワンマン運転を行っている。ただし客室乗務員あるいは機動改札員が乗務している列車もあり、その場合は運転士が接客業務を行うことは少ない。

#### 新交通システムでのワンマン運転
AGT等の新交通システムでは運転士すら乗務せず、すべての操作が中央指令室から自動で行われる完全な無人運転としている路線が多く、有人運転の場合は運転士のみの乗務（前述の地下鉄と同様の形）となる。一方で東京ディズニーリゾートを走行するモノレール路線のディズニーリゾートラインは、逆に通常時に運転士に相当する「ドライバーキャスト」は乗務せず、ドア扱い、安全確認、案内などを担当する車掌に相当する「ガイドキャスト」のみが乗務する、一般的なものとは逆の形態となっている。

### 運転士の役割と車両などの装備

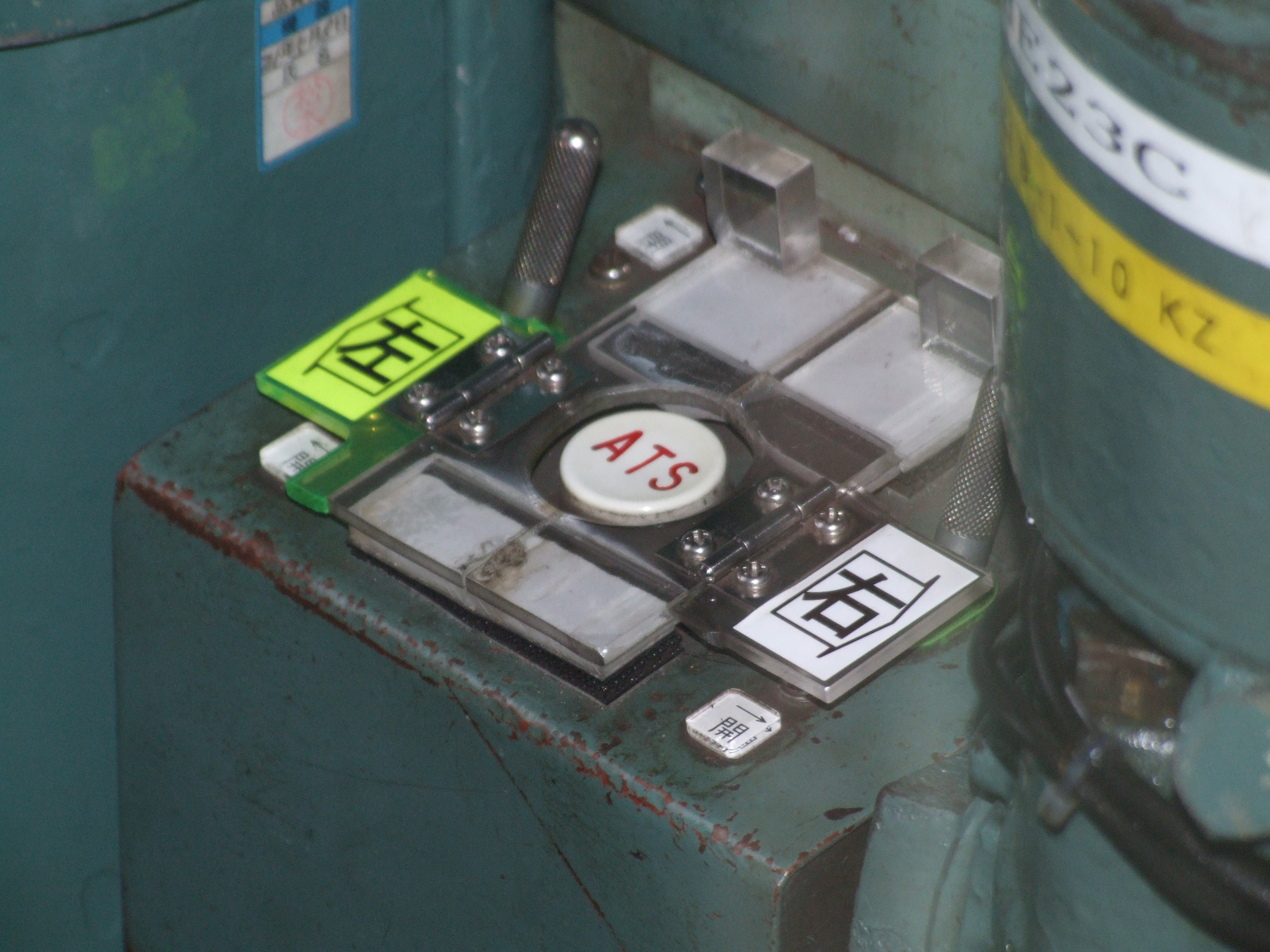
JR西日本大糸線でキハ52形で使われていた運転席にあるワンマン運転用の扉の開閉スイッチ、中央にあるのはATS-S型の警報確認ボタン

ワンマン運転を行う車両における運転士は、機長や船長と同様に、運行される列車やバスの最高責任者であり、乗客は安全確保のために運転士が下す指示に従わなければならない（車内掲示の「禁止事項」に明記されている）。拒否した場合、乗客は強制的に降車させられる場合もある。
バス停留所や駅では、運転士が戸を開け客扱いを行う。出発する際には、運転士が安全確認を行い戸閉め操作を行う。車内放送も運転士が行うが、テープなどによる自動放送を主体とし、運転士は自動放送で対処できない内容を補助的に放送するようになっていることが多い。
鉄道の場合、運転士の失神などで一定時間機器操作がなされなかったときに非常ブレーキを動作させる緊急列車停止装置や、事故時に付近の列車を停止させる列車防護無線装置、車内の乗客との非常通報・通話装置などが設けられる。また、プラットホームに後方確認用ミラーやビデオカメラ・モニターを設置し、照明の増設や上屋高さの向上など安全確認をしやすくする改良も行われる。
バスの場合、バスジャックが発生した際の非常通報装置が設けられることもある。また狭隘区間を有する路線では、後部モニター装置つき車両を導入したり、狭隘区間のみ誘導員を乗車させたりすることがある。韓国のバスや、サーフサイドバスでは、安全対策（運転手への暴力行為）、および不正対策として運転席付近に監視カメラが設置されている。

### 運賃支払方法

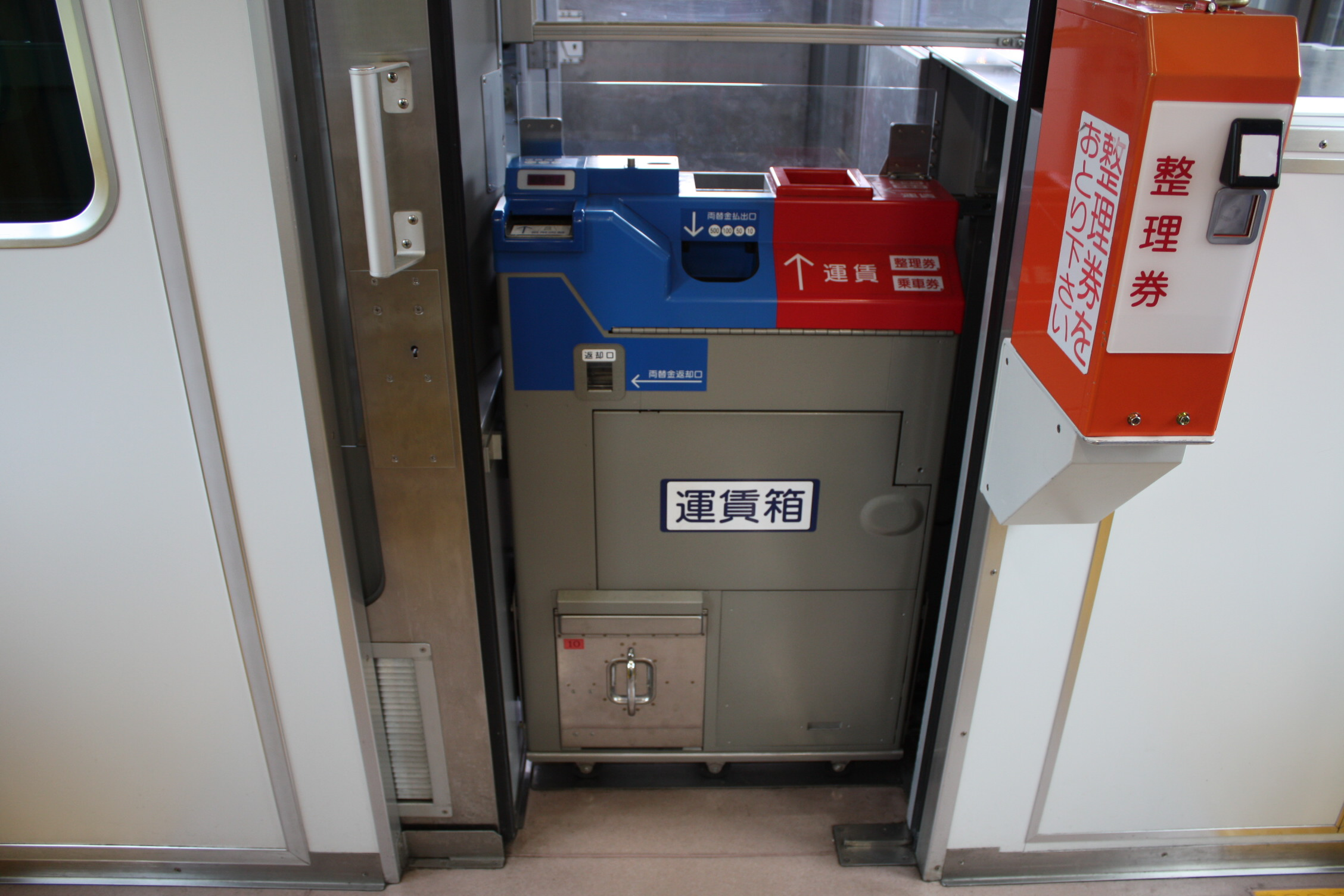
バスでも使われる、一般的な運賃箱と整理券発行機（JR東日本キハE130系気動車の例）

ワンマン運転の運賃収受は駅または車内で行われる。定期利用客は定期券を提示するのみという場合が多い。路線バスはもとより、無人駅を多く抱える地方の鉄道などでは車内収受となる場合が多い。車内収受は乗降時間が延びる欠点があるものの、駅員の配置を省略できるため特に経済性が高い。以下に示すのは、主に車内料金収受に関する事象である。

#### 乗車時
乗車箇所を証明するため、乗客は車内に設置された機械で発行される整理券や、駅に設置された機械で発行される（駅に備え付けている場合もある）乗車駅証明書を取得しておく。始発駅・停留所から乗車する場合は「整理券なし」区分とし、整理券などの発行が省略されることもある。整理券や乗車駅証明書を取り忘れたり紛失すると乗車駅の特定ができなくなるので、始発駅からの運賃を請求される場合がある。
大都市部の路線バスに多い均一運賃制の場合は、乗車時に運賃を支払うケースがほとんどである。また、あらかじめ乗車時に降車停留所を告げた上で運賃を支払う方式もある。これは「前乗り後降り」の節で詳述する。
鉄道の場合、駅によっては乗車前に自動券売機や業務委託先などの発券窓口で乗車券を購入できる場合もある。バスにおいても、一部のバスターミナルなどでは乗車券を販売している。

#### 降車時

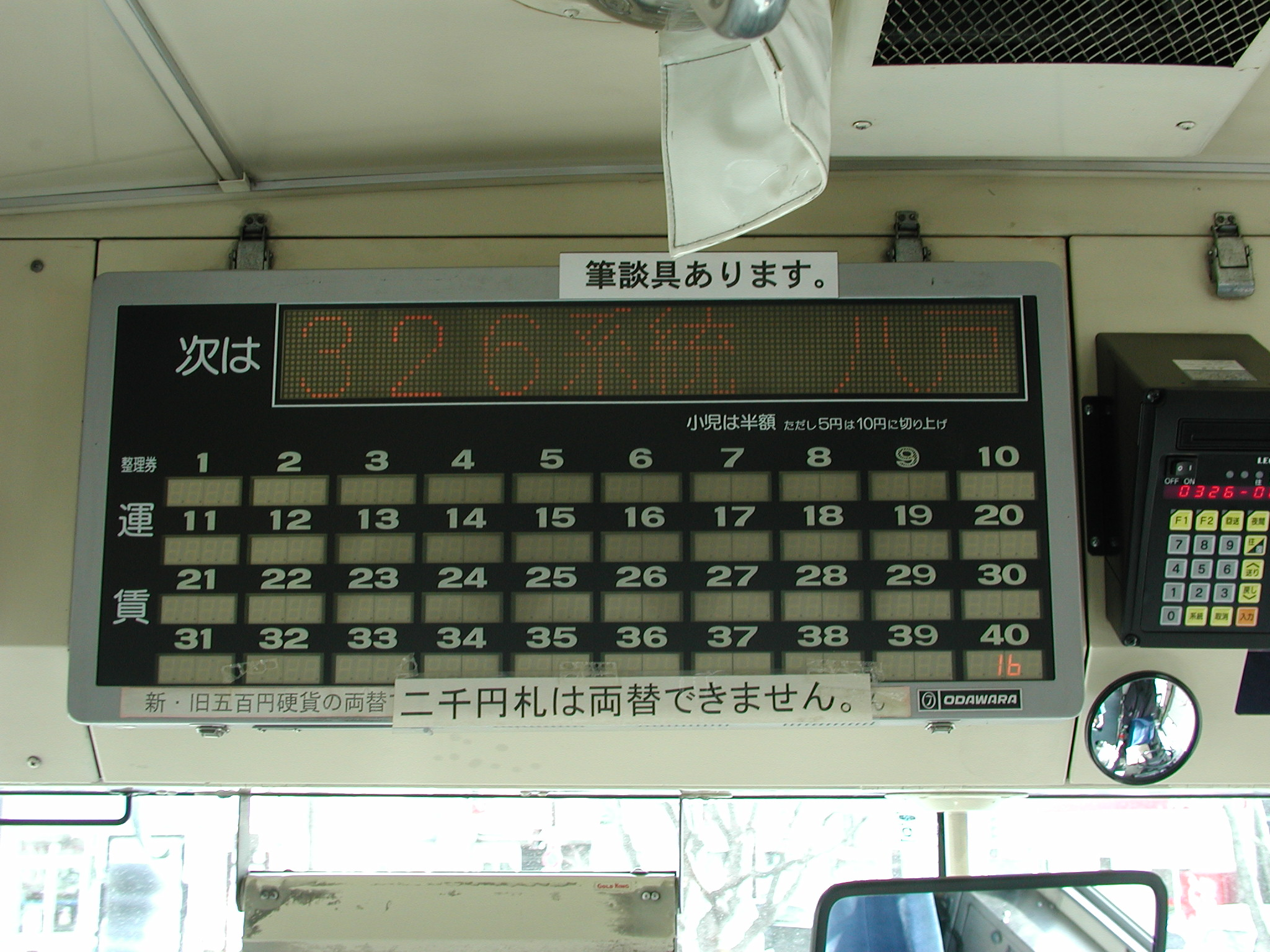
バス車内の運賃表の例（八戸市営バス） 現在はこのように電光表示、または液晶ディスプレイだが、かつては方向幕と同じ方式で変わり、そのたびに「運賃が変わります、ご注意下さい」の録音アナウンスが流れていた

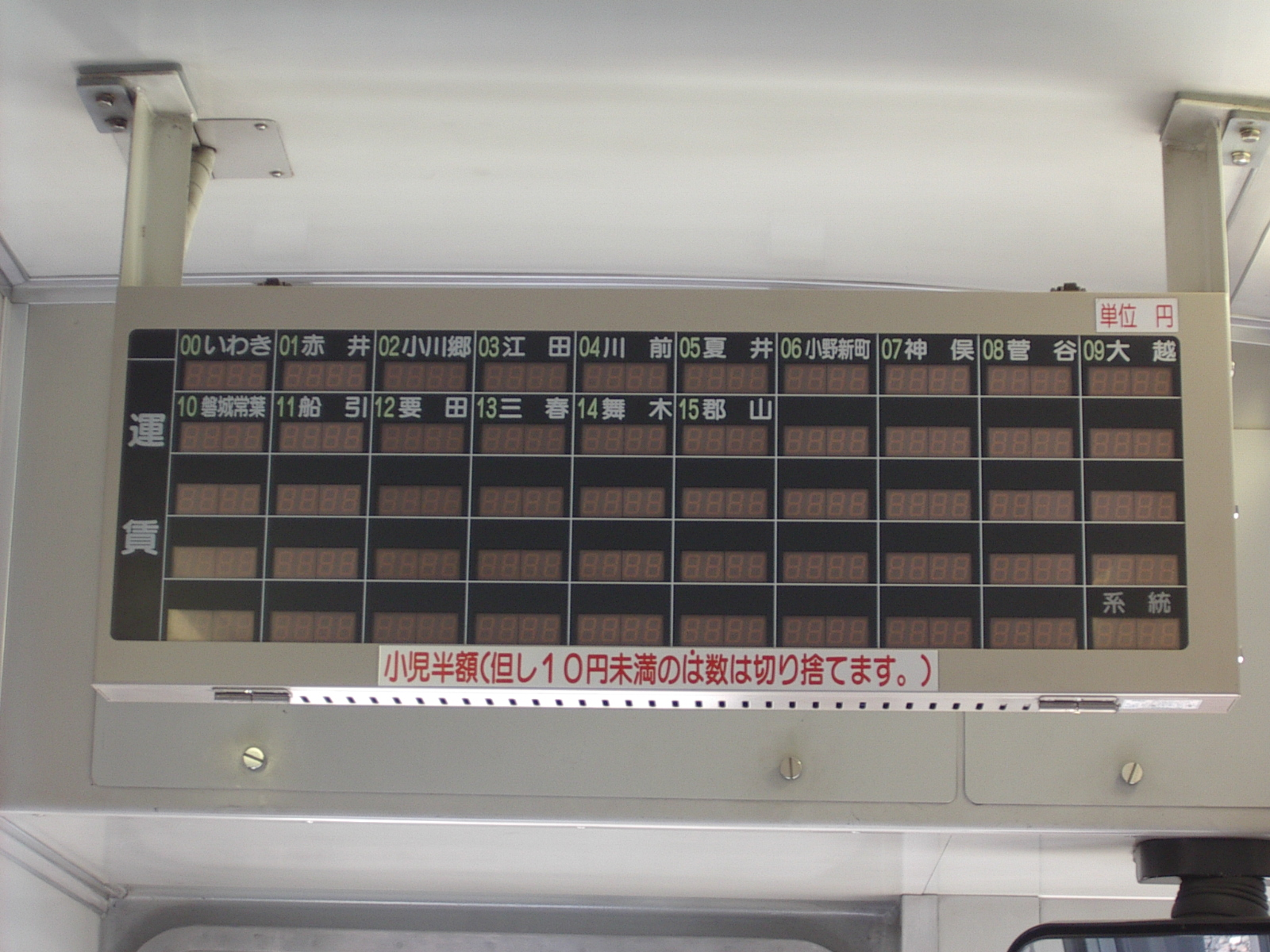
鉄道車両の運賃表の例（JR東日本磐越東線キハ110形）

降車時には、運転席横の運賃箱へ整理券・乗車駅証明書および運賃を投入する。運賃は車内の運賃表示器に表示される。通常つり銭は出ず、運賃箱に両替機能が内蔵されている。乗車券を購入している場合は降車時に運賃箱へ乗車券を投入する。運転士は、運賃着服（横領）防止のため、運賃を手で受け取ることが原則として禁止されている（「手受け」の記事参照）。
さらに、有人駅や改札口付きバスターミナルで降車する際には運賃を駅で支払う場合もある。有人駅で下車する場合、一部を除き駅改札口（規模が大きい駅では精算窓口）で運賃を支払うことが多い。なお整理券は自動改札に投入できないため、自動改札のある駅では整理券を専用の回収箱に投入するよう注意を促している。
改札内で他社線と接続する駅などでは、収受漏れを防ぐ目的などから運賃を車内で精算し、乗務員から受け取った「精算済証」を駅員に渡すことが多い。なお、ICカード対応路線内のワンマン運転列車に関しては、車内運賃収受ではなく駅自動改札（簡易改札を含む）で行われる場合も多い。
ワンマン列車から車掌乗務の列車に乗り換える際は、乗車券を未購入ならば整理券を提示して駅窓口で購入する。ただし、乗換時間が少ない場合は乗継いだ列車の車掌あるいは機動改札員から購入する（車内補充券は通常のきっぷ類に加え、一部の往復割引きっぷも購入が可能）。乗換駅が無人駅の場合、乗車券を持っていなければ乗換駅までの運賃をいったん精算した上で「精算済証」を受け取り、乗継いだ列車を下車する際に証明書および差額分の運賃を支払う場合もある。

#### 乗車カードの利用方法
均一運賃制のバスの場合、乗車カードで運賃を支払うには運賃箱付近に設置されたカードリーダー（運賃箱との一体型が多い）を利用する。
多区間運賃制（整理券方式）のバスの場合、基本的に乗車時に整理券発行機付近のカードリーダーで乗車停留所を記録し、降車時に降車口付近のカードリーダーで運賃を精算する。乗車停留所の記録がなければ降車時にエラーとなり、乗車停留所の申告を受けた運転士が手操作で引落し金額を設定する場合が多い。ただし、一部の事業者は始発停留所からの運賃を差引いている。
このほか、バーコードが印刷された整理券を受け取って乗車し、降車時に運賃箱がバーコードから運賃を計算して引落す方式や、乗車時には整理券を取り、降車時に運転士が整理券から手操作で金額を設定する方式を採るバスもある。
鉄道では、通常は駅の自動改札機またはセンサーとカードリーダーのみを備えた簡易改札機（無人駅に設置）を利用するほか、路線によっては京福電鉄・叡山電鉄などのように車両にカードリーダーを搭載している場合もある。また名鉄蒲郡線など、カードシステム対応の鉄道会社であっても、ワンマン運転の路線内ではカード利用を認めていないところもある。
いずれの場合も、カード残額が不足する場合は別のカードか現金で不足分を支払う。ICカード等、チャージ（積み増し）が可能なカードではチャージして精算することもできる。

### 乗客の乗降方法
地下鉄や都市近郊鉄道など、有人駅や自動改札が完備されている場合は基本的にすべてのドアが開閉される。一方、路線バスや路面電車、閑散路線の列車など車内で運賃を支払う場合は混雑度や途中地点での乗り降りの頻度などにより、各種の方法が取られる。
鉄道や路面電車では原則として利用者の有無に関わらず、各駅（停留所）に停車して客扱いを行う。対してバスや一部の路面電車では、到着までに降車ボタンが押されず、乗車を待つ利用者がいない場合は停留所を通過するものがある。

#### 前乗り前降り
乗降客が少ない区間、もしくは路線運賃体系上で整理券を発行しない第一区間以外で用いられるものである。前払い方式と整理券方式の後払いがある。
主に乗降口が一箇所しかない高速バスやそれに準じた車両（トップドア車）を用いる一般路線バスで用いられる。また、2ドア車の中（後）ドアを半永久的に締め切り、事実上のトップドア車として前乗り前降り方式で使用する場合もある。そのほかに、箱根登山バス、会津乗合自動車、また沖縄県内各社では、後部ドアも開閉可能ではあるが通常は使わず（車椅子で乗降する場合のみ使用）、前乗り前降り方式で運行する路線がある。この場合、大部分の路線ではベビーカーは乗降する際、折りたたむ必要がある。濃飛乗合自動車及び羽後交通では豪雪対策として採用している。大・中型車両の入口と出口が分かれている事業者であっても、小型車両においては以前のマイクロバスが構造上原則としてトップドアであるために前乗り前降りを採用している場合もある。かつて神奈川中央交通の多区間運賃制でも、この方式が採用されていたが、沿線利用者の要望や、バリアフリーに対応するため、中乗り前降りに変更された。
鉄道でも採用があり、JR北海道はすべてこの方式である。改札業務を行っている駅ではホーム側の全ドアが開くが、朝晩の無人時間帯（窓口営業時間外）は無人駅と同様に前ドアのみが開く。JR東日本の左沢線もこれとほぼ同様の方式になっている。また、JR九州では日豊本線の宗太郎駅で採用されている。またJR西日本では2020年3月14日ダイヤ改正に伴い和歌山線五条 - 和歌山間も同様の乗降方法に切り替わった。私鉄でも弘南鉄道や上田電鉄別所線などの採用例がある。

#### 前乗り中（後）降り
乗車時に乗務員のいる前方のドアから入り、運賃を支払ったうえで車内に進み、降りるときに後方のドアから降りる方式である。終点ですべてのドアが利用できるので降車時間が短くなる。
主に均一運賃の路線で用いられる方式である。この場合、乗車時に所定の運賃を運賃箱へ投入する。事業者によっては釣り銭を出すことができる（できない場合は両替して投入する）。大都市部の一般路線バスに多いほか、軌道線では都電荒川線・東急世田谷線・豊橋鉄道東田本線などで採用されている。世田谷線は2両編成の最前部と最後部のドアに乗務員（運転士・案内係）を配置し、降車は乗務員が配置されていない中間部のドアから行う。この方式を「連結2人乗り」と称しており、前身の東急玉川線時代より行われている。なお、車両後部に配置される案内係はドア開閉や安全確認を行わず、すべて運転士が行っている。
バスにおいては、大都市圏の一部を中心に、前乗り中（後）降り式で区間制運賃としている路線もある。この場合、乗客は乗務員に降車地を申告し、その降車地までの運賃を支払う。信用乗車制前払い（または運賃申告方式）とも呼ばれ、東急バス・京浜急行バス・神奈川中央交通・江ノ電バス・西武バス・奈良交通・東武バス・京成バスなどの一部路線で採用されている。利点として、ラッシュ時間帯における降車時間の短縮などが挙げられるが、運賃の誤収受が起こりやすいほか、普及が進むICカードでは引き落とし額設定のため乗車に要する時間が増えるため、バスの遅延が指摘されている。
ワンマン運転は当初、大都市の均一区間から導入が始められたため前乗り中（後）降りが主流だったが、大阪市交通局や京都市交通局（バス）や近鉄バス（近鉄直営の近畿日本鉄道自動車局時代）、船橋新京成バス、松戸新京成バスなどの様に中（後）乗り前降りに変えた例もある。
また、本来は中（後）乗り前降りであっても始発停留所のみ乗車扱いの関係で前乗りを行なっている場合もある。

#### 中（後）乗り前降り

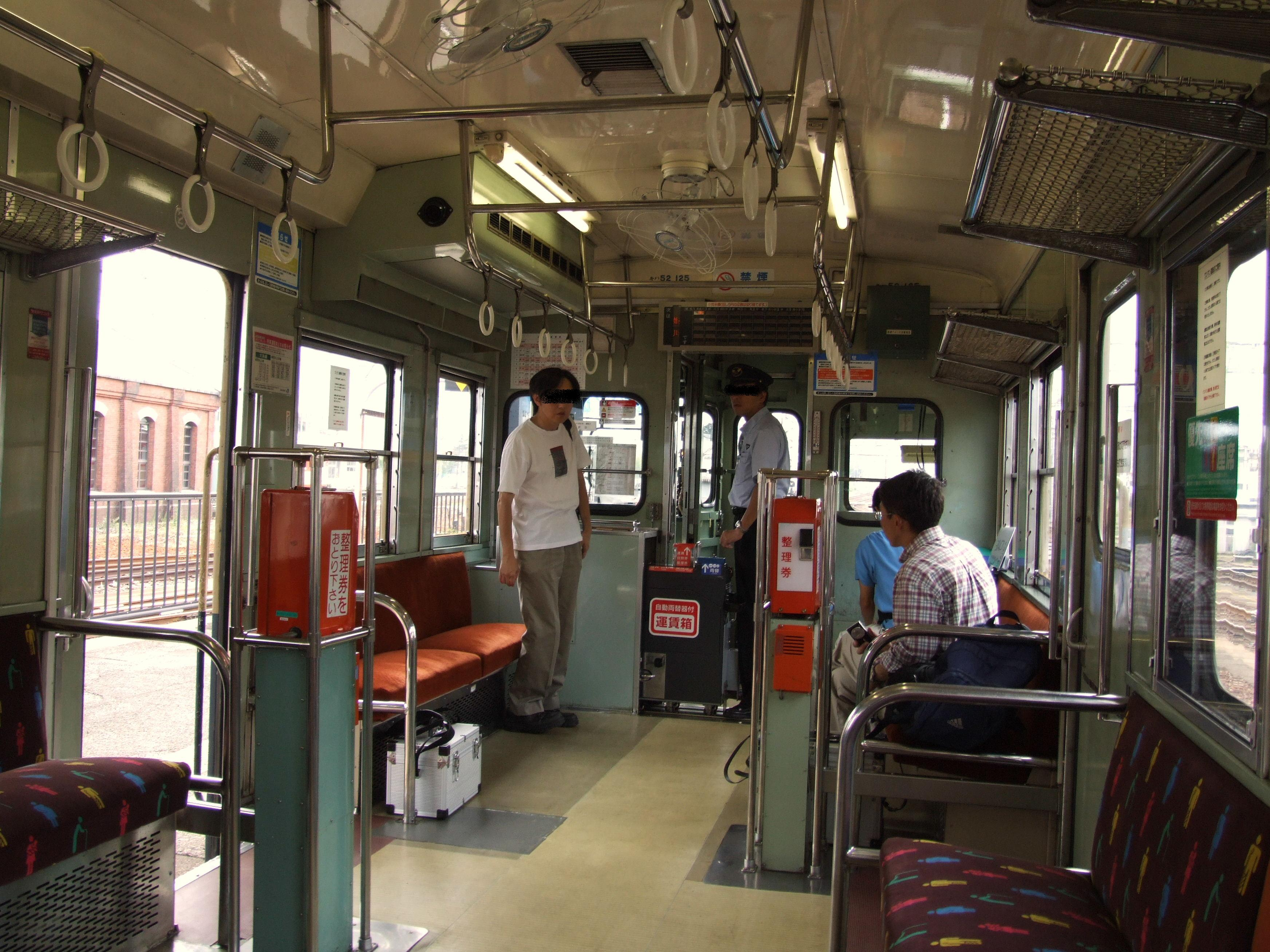
大糸線キハ52形のワンマン装備。後乗り前降り。国鉄形車両でドア配置がワンマンに対応していない場合は整理券発行機と運賃箱との間に距離がある。

後払い（整理券）方式の乗降客が比較的多い区間、または路線運賃体系上の第一区間（整理券発行不要区間）で用いられる。乗車時に後扉（入口）付近の発行機で整理券を取り、降車時に整理券番号に応じた運賃を払う。多くの路線バスのほか、本州・四国・九州のローカル鉄道路線やほとんどの路面電車で採用されている。関西地方では、整理券を発行しない均一料金制の路線バスも一部を除き後乗り前降り（降車時払い）になっている。
ワンマン化の過渡期（ワンマン運転は当初、大都市の均一区間から導入が始められたため前乗り中（後）降りが主流だった）や同じ地域内で事業者の運行形態や乗降の扱いの違い などで前乗り中（後）降りと混在している例がある。神奈川中央交通では中（後）乗り前降り 、前乗り前降り 、前乗り中（後）降りの3通りの乗車方法を採用していたため、乗り方が複雑になっていたことから、2012年より前乗り前降りの路線を中（後）乗り前降りに変更している。
キセル防止のため、乗車用の後ろ扉を降車用の前扉から少し遅れて開けるようにしたり、ホームに乗客がいない場合は後ろ扉を開けないか、すぐに閉める運転士も多い。半自動扉（客用ドアボタンで開閉するもの）の場合（無人駅での停車中）は乗車用の後ろ扉の「開」ボタン（車内）では開扉できない（車外の「開」ボタン、車内の「閉」ボタンは操作可能）。降車用の前扉は車内の「開」「閉」ボタンの操作は可能。またその観点から、駅の出入口付近に列車を停車させるようにした駅もある。
備考
一部のバスや路面電車では、特定の停留所で「のりかえ券」を発行する場合がある。乗り換え時に最終目的先までの運賃を支払って発行を受け、乗り継いだバスや電車では降車時に乗り換え券を運賃箱に投入する方式、乗り換え地点までの運賃を支払って発行を受け、乗り継いだバスや電車では降車時に乗り換え券と差額運賃を運賃箱に投入する方式（札幌市交通局など）、乗車時に「整理券・乗りつぎ券」と記されたものを受け取り、乗継指定停留所でその地点までの運賃を支払い、その券片を所持したまま次のバスに乗り継ぎ、最終目的地で差額を支払う方式（南海バス堺営業所）がある。
終点での下車客が多いバス路線では、ラッシュ時など特に降車客が多い時間帯は停留所へ係員を配置し、中（後）ドアからも降車を行って降車時間短縮を図ることもある。この場合、運賃は中（後）ドア横の係員に支払う。路面電車でも同様の取り扱いをするところがあるが、これについては次項を参照。

#### 自由乗降
鉄道において、鉄道の有人駅や遠隔監視・巡回による自動改札化区間では、すべてのドアが乗降に利用できる場合が多い。これを自由乗降方式と呼ぶ（JR四国のように、有人駅でも後乗り前降りを採用する場合もある）。ただし、路線バスにおいて「自由乗降」という言葉は「停留所以外でも乗降できる方式」を指す。こちらについてはフリー乗降制を参照。都市部では全区間で自由乗降を行うワンマン運転が一般的であり、この場合は車内での運賃支払いは行わないので運賃箱は設置しない。乗降方法はツーマン運転と全く同じなので、車外のワンマン表示灯も設置しない場合が多い。
例えば広島電鉄の場合、有人の広島駅と広電西広島（己斐）駅（いずれも早朝・深夜等の閑散時間帯を除く）及び広電宮島口駅での降車は改札員への後払い方式で行われている。また伊予鉄道の軌道線でもラッシュ時は一部の停留所に係員が配置され、すべての扉から降車ができる。しかし、ICカード対応機器の都合で、後扉から降車できるのは現金と定期券、1日乗車券（紙券）の旅客に限られ、ICカード利用客は前扉からしか下車できない。
JRでは、ラッシュ時など乗降時間が延びて遅延を引き起こす可能性がある場合、ワンマン運転を行う路線でも指令所の判断により無人駅ですべてのドアを開くこともある。JR九州では2006年3月18日の改正で、一部の区間を除いてワンマン運転時に無人駅でもすべてのドアを開くようになった。また、JR東日本や西日本では無人駅であってもICカード乗車券が利用できる駅であれば（一部の路線を除く）すべてのドアが開くようになっている。
また、近畿日本鉄道の一部路線や養老鉄道などでは、設備費の削減や効率的な運行を実施するために無人駅でもすべてのドアが開く、いわゆる信用乗車方式を取り入れている。
富山地方鉄道富山港線では、降車時間の短縮対策としてICカード「ecomyca（自社発行）」および「passca（旧・富山ライトレール発行）」の利用者に限り、全てのドアから降車できる「信用降車」を取り入れていたが、2020年3月21日より富山地方鉄道富山軌条線への乗り入れに伴って「信用降車」を取り止めた。

### （参考）開業当初からワンマン運転を実施している路線
前述の通り地方ではモータリゼーションや人口減少が進行、都市部でも人件費削減のためワンマン運転が増加した。近年開業した路線は、都市部では開業時からホームドアやATOなど導入してワンマン運転を導入している路線が非常に多い。特に旧国鉄建設線や近年開業の地下鉄（特に近年多く開業しているリニアメトロ）、モノレールや有人運転の新交通システムは原則開業当時からワンマン運転を実施している。この節では自社路線内で運行される自社車両による普通列車を対象とし、必ずしも全列車ワンマン運転である必要はないものとする。また、路面電車や無人運転の路線を除く。
★印は開業と同時にホームドアも設置。
☆印は旧国鉄建設線
●印はリニアメトロ地下鉄。
■印はモノレールや有人運転の新交通システム。
▲印は開業当初からワンマン運転は普通列車などに留めて特急列車などの優等列車は全列車車掌が乗務する路線。
×印は現在は廃止された路線。
- 仙台空港鉄道仙台空港線
- 仙台市地下鉄
  - 南北線[* 23]
  - 東西線★●
- 宇都宮ライトレール宇都宮芳賀ライトレール線
- 埼玉新都市交通伊奈線■
- 東京メトロ・埼玉高速鉄道・都営地下鉄
  - 南北線・埼玉高速鉄道線（埼玉スタジアム線）★
  - 副都心線★
  - 都営大江戸線●
- 多摩都市モノレール線★■
- 千葉都市モノレール
  - 1号線■
  - 2号線■
- 首都圏新都市鉄道つくばエクスプレス★
- 横浜市営地下鉄
  - グリーンライン★●
- 東急新横浜線★
- 北越急行ほくほく線☆▲
- 富山地方鉄道富山港線
- JR東海交通事業城北線☆
- 名古屋臨海高速鉄道あおなみ線★
- ゆとりーとライン
- 桃花台新交通桃花台線★■×[* 24]
- 名古屋市営地下鉄上飯田線★
- 京都市営地下鉄東西線★
- 大阪モノレール
  - 本線■
  - 彩都線（国際文化公園都市モノレール線）■
- Osaka Metro今里筋線★●[* 25]
- 神戸市営地下鉄海岸線●[* 26]
- 神戸電鉄公園都市線
- 智頭急行智頭線☆▲
- 井原鉄道井原線☆
- 広島高速交通広島新交通1号線★■
- 阿佐海岸鉄道阿佐東線☆
- 土佐くろしお鉄道
  - 宿毛線☆▲
  - ごめん・なはり線☆
- 北九州高速鉄道小倉線■
- 福岡市地下鉄七隈線★●
- 沖縄都市モノレール線★■[* 27]